# 姫の前
姫の前（ひめのまえ、? - 承元元年3月29日（1207年4月27日））は、鎌倉時代初期の比企一族の女性。鎌倉幕府の御家人・比企朝宗の娘。鎌倉幕府第2代執権・北条義時および公家源具親の正室。子に北条朝時（名越流祖）、重時（極楽寺流祖）、竹殿、源輔通他。

## 生涯
源頼朝の大倉御所に勤める女官であった姫の前は、『吾妻鏡』に「比企の籐内朝宗が息女、当時権威無双の女房なり。殊に御意に相叶う。容顔太だ美麗なり」と記されており、頼朝のお気に入りでたいへん美しく、並ぶ者のない権勢の女房であった。義時は1年あまりの間姫の前に恋文を送っていたが、姫の前は一向になびかず、それを見かねた頼朝が義時に「絶対に離縁致しません」という起請文を書かせて2人の間を取り持ったという。こうして建久3年（1192年）9月25日、姫の前は義時に嫁ぎ、建久4年（1193年）義時の次男・朝時を、建久9年（1198年）三男・重時を生む。
『吾妻鏡』ではその後の姫の前の消息については不明であるが、建仁3年（1203年）9月、比企能員の変が起こり、実家である比企氏が夫義時率いる軍勢によって滅ぼされる。『明月記』嘉禄2年（1226年）11月5日条によると「源具親の子（源輔通）は北条朝時の同母弟で、幕府から任官の推挙があった」と記しており、輔通は元久元年（1204年）生まれであることから、姫の前はそれ以前に義時と離別して上洛し、源具親と再婚して輔通を生んだものと見られる。天福元年（1233年）に朝時の猶子となった具親の次男・源輔時も姫の前所生と見られる。
なお正治2年（1200年）5月25日には義時の妾である伊佐朝政の娘が男子（有時）を産んでいるが、その際に加持のために鶴岡若宮別当尊暁が前夜から義時の大蔵亭に詰め、出産の際には源頼家から馬が、北条政子から産衣が下されており、姫の前が大蔵亭に同居していたらこの扱いは難しかったのではないかとして、それ以前に義時と姫の前が離縁していた可能性を指摘する見解もある。
『明月記』承元元年（1207年）3月30日条に、前日に源具親少将の妻が産後の胞が下りずに死去したことが記されており、姫の前は京都にて死去している。

## 関連作品
テレビドラマ
- 草燃える（1979年、NHK大河ドラマ）- 演：坂口良子、役名：野萩（のはぎ）
- 鎌倉殿の13人（2022年、NHK大河ドラマ）- 演：堀田真由、役名：比奈（ひな）